# Medizinischer Thromboseprophylaxestrumpf
Bei bettlägerigen Patienten kommen Medizinische Thromboseprophylaxestrümpfe (MTPS) zum Einsatz, um einer Thrombose im Rahmen der Thromboseprophylaxe vorzubeugen. MTPS sind Kompressionsstrümpfe, die meist im perioperativen Bereich, also vor, während und nach einem Eingriff, angelegt werden. Sie verbleiben, bis der Patient wieder selbständig mobil ist. Alternativ werden Medizinische Thromboseprophylaxestrümpfe als MT-Strümpfe oder kurz als MTS bezeichnet. Eine veraltete Bezeichnung für den MTPS lautet Antithrombosestrumpf (ATS).

## Thromboseprophylaxe
Eine Thrombose der tiefen Beinvenen kann, neben weiteren schwerwiegenden Folgen, zu einer Lungenembolie führen, die zu den häufigsten Todesursachen zählt. Ein Krankenhausaufenthalt erhöht das Risiko, eine tiefe Beinvenenthrombose zu entwickeln. Daher werden in Kliniken prophylaktische Maßnahmen ergriffen, um die Gefährdung der Patienten zu mindern. Hierzu gehört die Versorgung mit Medizinischen Thromboseprophylaxestrümpfen, die in Deutschland während der 1970er und -80er Jahre für die physikalische Prophylaxe eingeführt wurden. Das Anlegen von MTPS gilt als Basismaßnahme der physikalischen Thromboseprophylaxe, die darüber hinaus Bewegungsübungen beinhalten kann. Bei Patienten mit einem mittleren oder einem hohen Thromboserisiko kann die Intermittierende pneumatische Kompression die physikalische Prophylaxe ergänzen.

## Wirkweise
Medizinische Thromboseprophylaxestrümpfe (MTPS) üben einen geringen Kompressionsdruck auf das jeweilige Bein aus, der maximal 21 mmHg betragen sollte, meist aber zwischen 13 und 18 mmHg und mindestens zwischen 5 und 10 mmHg liegt. Dieser Druck mindert den Querschnitt der Beinvenen, wodurch sich der venöse Rückfluss des Blutes in Richtung des Herzens beschleunigt. Zur Unterstützung des herzwärtigen Blutflusses nimmt der Kompressionsdruck, den der MTPS erzeugt, herzwärts ab. In der Knöchelregion üben MTPS einen höheren Druck aus als am Unterschenkel und hier wiederum einen höheren als am Knie oder – je nach Länge – am Oberschenkel. Durch den geminderten Venendurchmesser infolge des auf das Bein ausgeübten Drucks wird zudem eventuell geweiteten Venenklappen ermöglicht, ihre Funktion als Rückstauventil wieder aufzunehmen.

## Fertigung, Material und Varianten

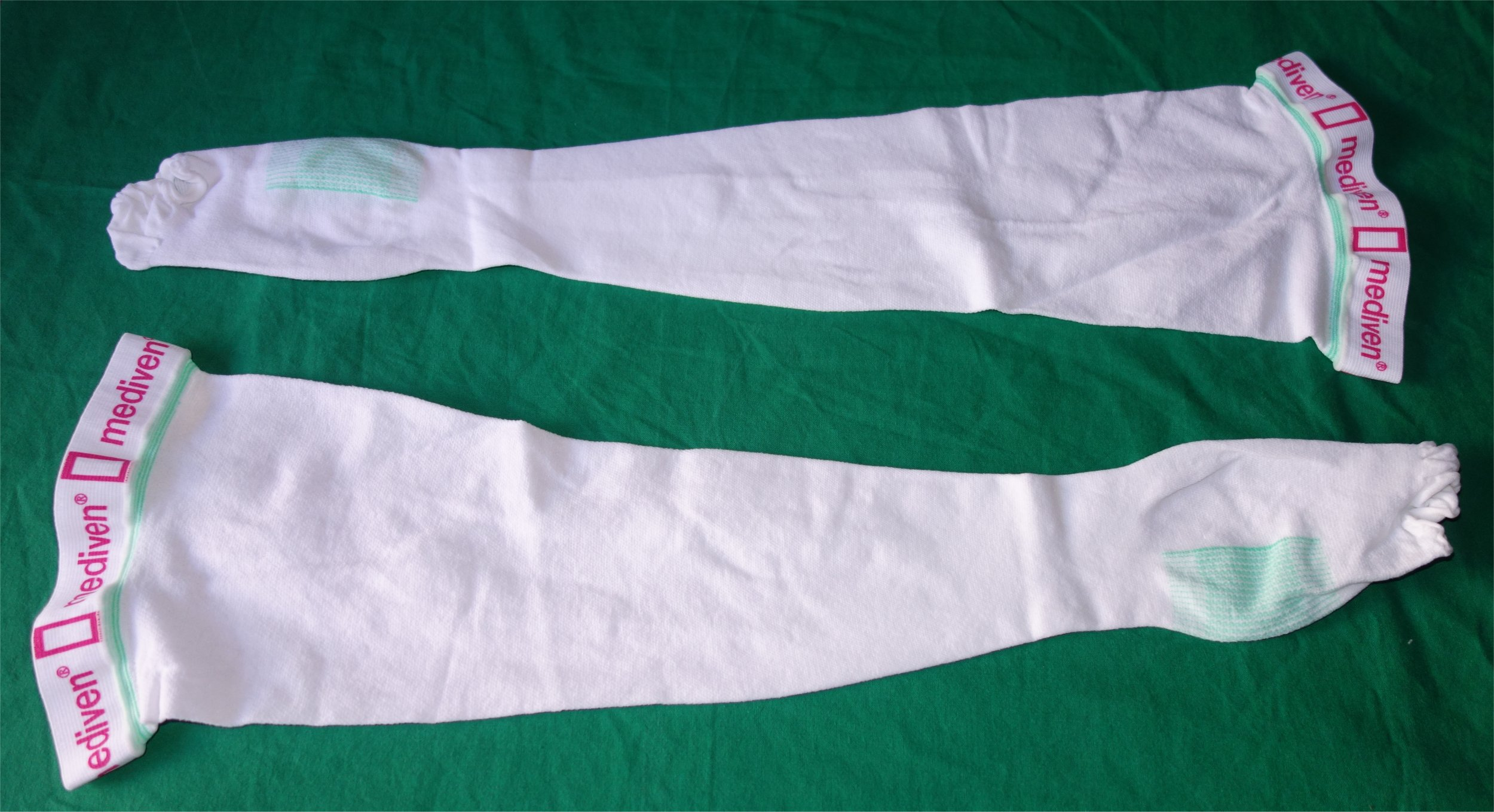
Medizinische Thromboseprophylaxestrümpfe

Medizinische Thromboseprophylaxestrümpfe werden nahtlos in einem Rundstrickverfahren in knie- und oberschenkellangen Varianten hergestellt und bestehen meist aus weißem Gestrick, in das elastische Fasern eingearbeitet sind. Bei der Fertigung verwendete Materialien sind Polyamid, Elastan, Polyurethan und Polyester. MTPS haben stets eine geschlossene Ferse, und meist eine Öffnung unterhalb der Fußspitze, um eine eventuelle Verfärbung der Zehen des Patienten begutachten zu können. Anders als beispielsweise bei Medizinischen Kompressionsstrümpfen gibt es keine verbindlichen Richtlinien für durch MTPS zu gewährleistende Druckwerte, einen empfohlenen Druckverlauf am Bein oder zu fertigenden Größen. Einige Hersteller bieten MTPS in bis zu jeweils drei oder mehr verschiedenen Größen für unterschiedliche Beinumfänge und -längen an. Damit ein Medizinischer Thromboseprophylaxestrumpf seine Wirksamkeit entfalten kann, ist es notwendig, ein für den Patienten passgenaues Modell auszuwählen, das exakt sitzt, nicht einschnürt und faltenfrei anliegt. Bei zu lockerem Sitz erzeugt der MTPS keine Wirkung. Hingegen können zu eng sitzende oder gar einschnürende Strümpfe die Durchblutung behindern. Daher wird der korrekte Sitz eines MTPS regelmäßig überprüft und eventuelle Verfärbungen der Haut der Zehenregion werden durch das Sichtfenster im Vorfußbereich beobachtet.

## Stellenwert
Fachleute kritisieren, dass in der alltäglichen Versorgung die MTPS oft nicht in allen Größen und Formen vorhanden sind und das Anlegen daher häufig als Teil der Pflegeroutine erfolgt, ohne auf einen nachvollziehbaren Effekt abzuzielen. Eine australische Studie stellte im Jahr 2002 fest, dass Ärzte Unsicherheiten hinsichtlich der Bestimmung eines Thromboserisikos zeigten, nicht in der Lage waren, geeignete Prophylaxemaßnahmen anzuordnen und ihre Anweisungen zudem vom Pflegepersonal nur unzureichend umgesetzt wurden. Nachdem Studien Mitte der 2000er Jahre zudem nachwiesen, dass der Effekt von alleiniger physikalischer Prophylaxe durch MTPS sehr gering ist, während sich gleichzeitig das Verletzungsrisiko durch Hautabschürfungen erhöht, steht aktuell der Stellenwert der Medizinischen Thromboseprophylaxestrümpfe allgemein auf dem Prüfstand. Eine Systematische Übersichtsarbeit auf Basis der Daten der Cochrane-Datenbank, ein sogenanntes Cochrane-Review, ermittelte im Jahr 2016, dass MTPS – laut Studienlage – das Risiko einer tiefen Beinvenenthrombose infolge von operativen Eingriffen mindern können. Insbesondere vor dem Hintergrund, dass sich die Erkenntnislage zur medikamentösen Prophylaxe seit der Einführung der MTPS entscheidend verbessert hat, wird ihre Sinnhaftigkeit allerdings vermehrt in Frage gestellt. Die aktuelle S3-Leitlinie zur Prophylaxe der venösen Thromboembolie sieht den Verzicht auf das Anlegen von MTPS im Rahmen der physikalischen Prophylaxe „im Empfehlungs-Korridor“. Das bedeutet aber nicht, dass der Verzicht auf Medizinische Thromboseprophylaxestrümpfe in jedem Fall richtig ist. Wenn beispielsweise eine medikamentöse Prophylaxe nicht möglich ist, besteht weiterhin eine klare Indikation für MTPS.